# Биффи, Джакомо
Джакомо Биффи (итал. Giacomo Biffi; 13 июня 1928, Милан, королевство Италия, — 11 июля 2015, Болонья, Италия) — итальянский кардинал. Архиепископ Болоньи с 19 апреля 1984 по 16 декабря 2003. Кардинал-священник с титулом церкви  Санти-Джованни-Эванджелиста-э-Петронио с 25 мая 1985.

## Начало карьеры
Окончил семинарию в Милане. Посвящён в священники 23 декабря 1950 года архиепископом Милана кардиналом Ильдефонсо Шустером. В 1951—1960 годах работал преподавателем догматического богословия в семинариях, а в 1960—1975 годах — священником в нескольких приходах миланского диоцеза, в том числе на протяжении 6 лет в приходе св. Андрея, где создал первый в Италии приходский пастырский Совет. Канонический теолог миланской архиепископии и епископский викарий по делам культуры с 1 февраля 1975 года.

## В миланском диоцезе
7 декабря 1975 года назначен титулярным епископом Фидене (провинция Лацио, Италия) и помощником архиепископа Милана. Рукоположён в сан 11 января 1976 года архиепископом Милана кардиналом Джованни Коломбо. Основатель и первый руководитель Пастырского института Ломбардии.

## Архиепископ Болоньи и кардинал
19 апреля 1984 года после неожиданной смерти архиепископа Энрико Манфреддини назначен папой Иоанном Павлом II архиепископом Болоньи. Возглавлял диоцез на протяжении почти 20 лет, до 16 декабря 2003 года, когда по достижении 75 лет, в соответствии с установленными в Ватикане правилами, ушёл на покой. Его преемником стал кардинал Карло Каффарра.
Возведён в сан кардинала на консистории 25 мая 1985 года. Кардинал-священник церкви  Санти-Джованни-Эванджелиста-э-Петронио.

## Взгляды
В 2000 году кардинал Биффи говорил на Болонской конференции, что антихрист жив — видный филантроп, продвигающий идеи экуменизма, вегетарианства и пацифизма, хотя он отказался называть этого индивидуума.
Кардинал Биффи также когда-то заявил, что итальянское правительство должно одобрить католических иммигрантов, чтобы возместить число мусульманских иммигрантов и защитить «национальную идентичность» Италии.
Участвовал в Папском Конклаве 2005 года. Согласно данным дневника анонимного кардинала, просочившимся в СМИ, в четвёртом туре голосования получил один голос в свою поддержку.
Считается одним из консервативных кардиналов в Коллегии кардиналов. Был близок к предыдущему папе римскому Бенедикту XVI.
В 2007 году, он был приглашен Бенедиктом XVI проповедовать в Великий пост духовные упражнения папе римскому и Римской курии. Он снова делал комментарии касательно антихриста.
13 июня 2008 года кардиналу Биффи исполнилось 80 лет и он потерял право участвовать в Конклавах.
Кардинал Биффи скончался 11 июля 2015 года, в Болонье.